# Temasek
Temasek ('havsstaden" på gammal javanesiska, stavat Tumasik) var namnet på en tidig stad på platsen för det moderna Singapore. Från 1300-talet har ön också varit känd som Singapura, vilket härstammar från sanskrit och betyder "lejonstaden". Legenden säger att namnet gavs av Sang Nila Utama när han besökte ön år 1299 och såg en okänd varelse, som han misstog för ett lejon.
Medan Singapores tidiga historia skyms av myt och legender, kan vissa slutsatser dras av arkeologiska bevis och från skriftliga referenser av resenärer. Arkeologin pekar på en urbaniserad bosättning på platsen på 1300-talet. Anspelningar från resenärer ger vissa belägg för att det kan ha varit en stad finns så tidigt som det 2:a århundradet. På sin höjdpunkt hade staden en stor stadsmur av jord och en vallgrav, och många av byggnaderna byggdes av sten och tegel. Rester av gammal keramik, mynt, smycken och andra artefakter har hittats, men många av dessa artefakter tros vara importerade från olika delar av Kina, Indien, Sri Lanka och Indonesien. Dessa har ibland setts som ett bevis på stadens status som regionalt handelscentrum. En vattenled som är en del av den större sidenvägen passerar Temasek.
Från 600 till 1200-talet styrdes ön Singapore av Shrivijayaimperiet baserat på Sumatra. Vid framväxten av Temasek som en befäst stad och handelscentrum på 1300-talet, befann sig Srivijayaimperiet redan i en lång period av nedgång. Staden erövrades nästan av Majapahitriket år 1401 och kom under inflytande av sultanatet Malacka under 1400-talet. Efter Malackas fall till portugiserna år 1511 kom ön under kontroll av det malajiska sultanatet Johor. När staden intogs av britterna beordrade kungen av Siam garnisonen i Temasek att dra sig tillbaka, snarare än att skapa en incident som britterna skulle kunna användas av britterna för att erövra mer av Siams västra gräns.